# Académie Colarossi

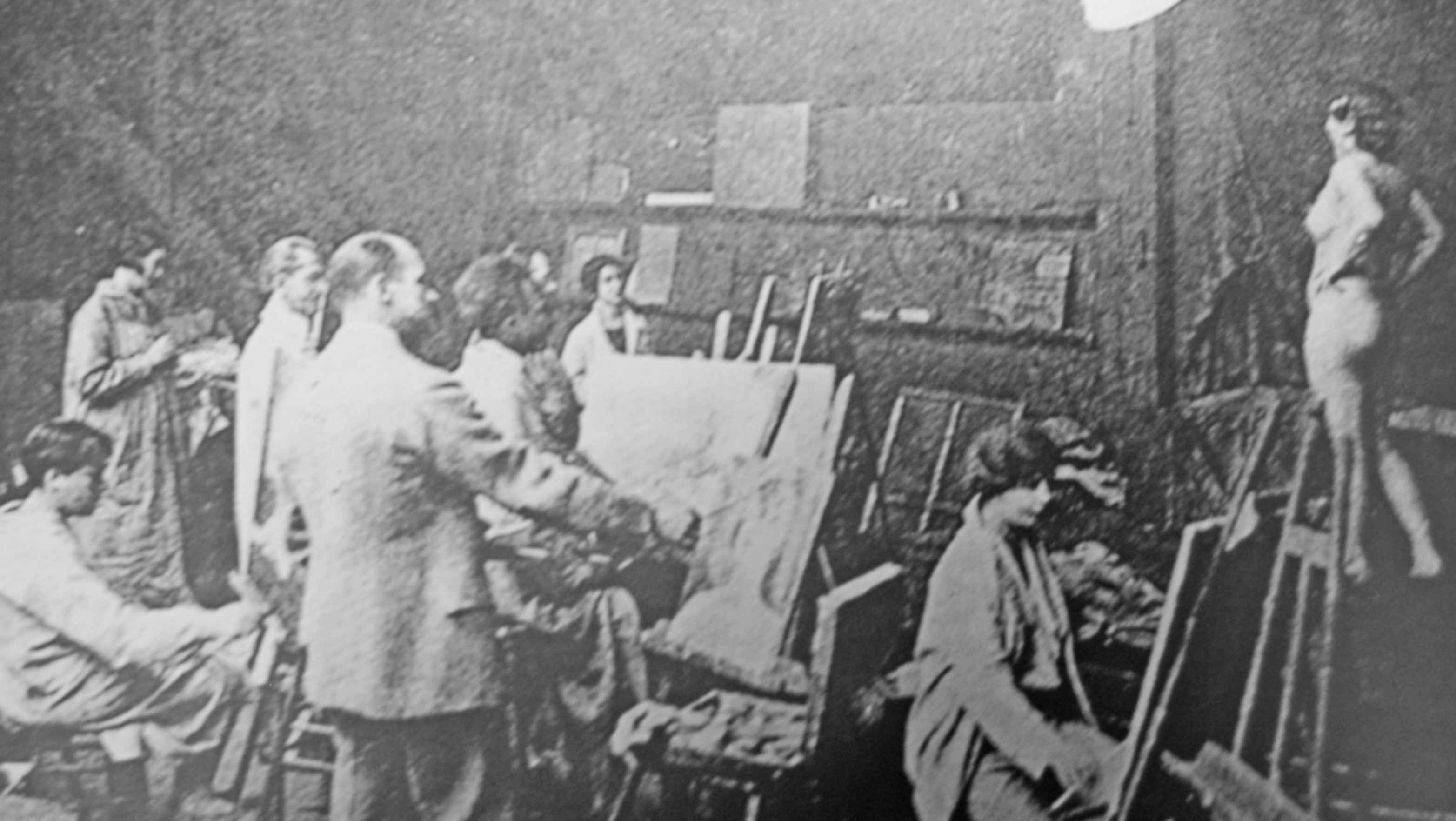
Académie Colarossi in 1908.

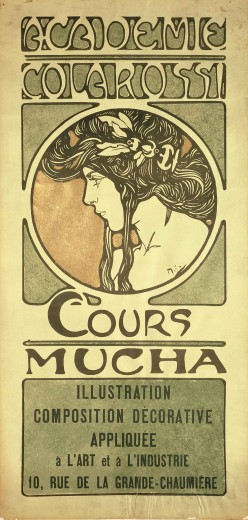
Affiche van Alfons Mucha voor de Académie Colarossi

De Académie Colarossi was een privé-kunstacademie in Parijs in het zesde arrondissement.
Ze werd in 1870 gesticht door de Italiaanse beeldhouwer Filippo Colarossi (1841-1906), als voortzetting van de in 1815 opgerichte Académie Suisse-Cabressol. De opleiding was een alternatief voor degenen, die de officiële kunstacademie van Parijs te conservatief vond. In tegenstelling tot de "gevestigde" instituten, konden ook vrouwen er studeren. Voor vrouwelijke studenten in het leervak naaktstudies waren, wat in die tijd hoogst gewaagd was, mannelijke naaktmodellen beschikbaar. In 1893 was de Académie Colarossi de eerste kunstopleiding, die een vrouwelijke docent had: de Amerikaanse Wilhelmina Douglas Hawley (1860-1958). 
De school sloot haar deuren definitief in de dertiger jaren van de twintigste eeuw. Naar verluidt heeft mevrouw Colarissi iets voor de sluiting de archieven verbrand als wraak voor het overspel van haar echtgenoot.

## Bekende docenten
- Joseph Blanc
- Jean Boucher
- Olga Boznanska
- Bernard Cathelin
- Louis-Joseph-Raphaël Collin
- Gustave Courtois
- Pascal Adolphe Dagnan-Bouveret
- Edmond Louis Dupain
- Marcel Gimond
- Thomas Alexander Harrison
- Jean-Antoine Injalbert
- Christian Krohg
- Henri Morisset
- Alfons Mucha
- Bernard Naudin
- Charles Picart Le Doux
- Jean-André Rixens

## Bekende studenten
- Nikolai Astrup
- Sanne Bruinier
- Hélène, de jongere zuster van Simone de Beauvoir
- Camille Claudel
- Paul Gauguin
- Eileen Gray
- Kahlil Gibran
- Augusto, een oom of neef van Alberto Giacometti
- Jeanne Hébuterne
- Hans Hofmann
- Mary Kempton Trotter
- Henk van Leeuwen van Oudewater
- Jacques Lipchitz
- Amedeo Modigliani
- Alfons Mucha
- Paula Modersohn-Becker
- Jules Pascin
- Hanna Pauli geb. Hirsch
- Maurice Prendergast
- Konstantin Somov
- Max Weber
- Clara Westhoff
- Heinz Witte-Lenoir